# Château épiscopal de Benfeld
Le château épiscopal de Benfeld est un monument historique situé à Benfeld, dans le département français du Bas-Rhin.

## Localisation
Ce bâtiment est situé au 3, rue du Château à Benfeld.

## Historique
L'édifice fait l'objet d'une inscription au titre des monuments historiques depuis 1988.